# Saint-Martin-en-Vercors
Saint-Martin-en-Vercors település Franciaországban, Drôme megyében. Lakosainak száma 436 fő (2022. január 1.).

## Fekvése
Saint-Martin-en-Vercors La Chapelle-en-Vercors, Échevis, Saint-Julien-en-Vercors, Villard-de-Lans és Corrençon-en-Vercors községekkel határos.

## Népesség
A település népessége az elmúlt években az alábbi módon változott:
| Lakosok száma | 318  | 292  | 275  | 357  | 421  | 388  | 361  | 352  | 382  | 436  |
|               | 1968 | 1982 | 1990 | 2006 | 2013 | 2015 | 2017 | 2019 | 2020 | 2022 |